# Будаи, Тамаш (младший)
Тамаш Будаи (венг. Buday Tamás; род. 23 апреля 1976, Будапешт) — канадский гребец-каноист венгерского происхождения, выступал за сборную Канады во второй половине 1990-х — первой половине 2000-х годов. Участник трёх летних Олимпийских игр, трижды серебряный призёр чемпионатов мира, победитель многих регат национального и международного значения.

## Биография
Тамаш Будаи родился 23 апреля 1976 года в Будапеште, однако вскоре вместе с семьёй эмигрировал в Канаду. Активно заниматься греблей начал в раннем детстве, проходил подготовку под руководством собственного отца Тамаша Будаи, в прошлом известного каноиста, четырёхкратного чемпиона мира. Тренировался вместе со старшим братом Аттилой в каноэ-клубе города Миссиссога.
Первого серьёзного успеха на взрослом международном уровне добился в 1996 году, когда попал в основной состав канадской национальной сборной и благодаря череде удачных выступлений удостоился права защищать честь страны на летних Олимпийских играх 1996 года в Атланте. Вместе с братом стартовал в программе двухместных каноэ на дистанции 500 метров, однако сумел дойти только до стадии полуфиналов. Четыре года спустя отправился представлять страну на Олимпиаде 2000 года в Сиднее, но тоже без особого успеха — в полукилометровой гонке они с Аттилой остановились в полуфинале, тогда как в километровой гонке показали в решающем заезде седьмой результат.
В 2002 году Будаи побывал на чемпионате мира в испанской Севилье, откуда привёз награду серебряного достоинства, выигранную в зачёте каноэ-четвёрок на тысяче метрах. В следующем сезоне на мировом первенстве в американском Гейнсвилле повторил это достижение. Будучи одним из лидеров гребной команды Канады, благополучно прошёл квалификацию на Олимпийские игры 2004 года в Афинах — на сей раз они с братом выступали только на пятистах метрах и финишировали в финале восьмыми.
После афинской Олимпиады Будаи остался в основном составе канадской национальной сборной и продолжил принимать участие в крупнейших международных регатах. Так, в 2006 году он стартовал на чемпионате мира в венгерском Сегеде, где добавил в послужной список ещё одну серебряную медаль — занял второе место в двойках на тысяче метрах. Вскоре по окончании этих соревнований принял решение завершить карьеру профессионального спортсмена, уступив место в сборной молодым канадским гребцам.